# Independent Spirit Award de la meilleure réalisation

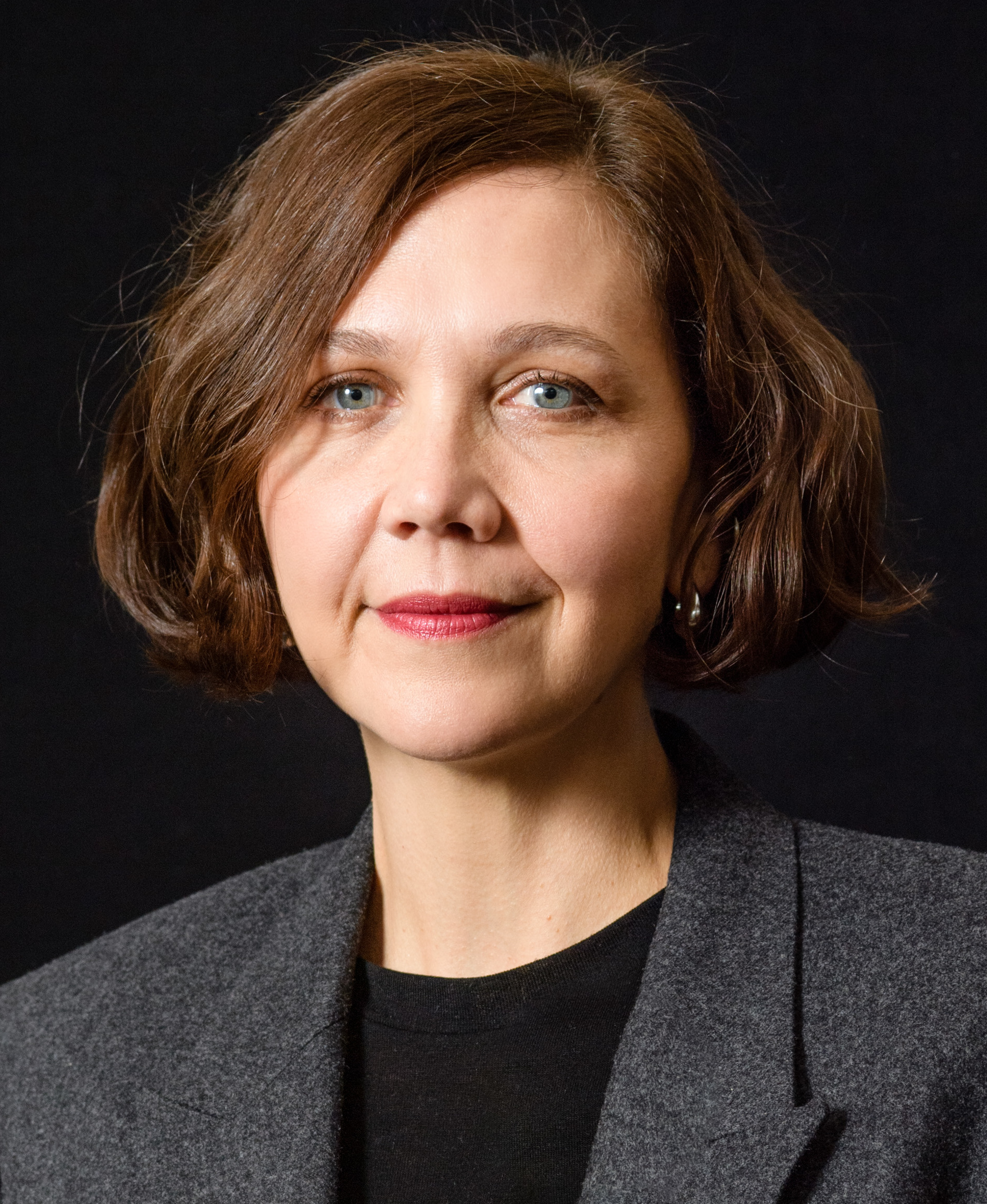
Maggie Gyllenhaal, au Montclair Film Festival en 2021, présente The Lost Daughter (film)

L'Independent Spirit Award de la meilleure réalisation est un prix cinématographique annuel attribué depuis 1985 à la meilleure réalisation d'un film par Film Independent's Spirit.

## Récompenses
- 1985 : Joel et Ethan Coen : Sang pour sang / Martin Scorsese : After Hours
- 1986 : Oliver Stone : Platoon
- 1987 : John Huston : Gens de Dublin
- 1988 : Ramón Menéndez : Envers et contre tous
- 1989 : Steven Soderbergh : Sexe, Mensonges et Vidéo
- 1990 : Charles Burnett : La Rage au cœur
- 1991 : Martha Coolidge : Rambling Rose
- 1992 : Carl Franklin : Un faux mouvement
- 1993 : Robert Altman : Short Cuts
- 1994 : Quentin Tarantino : Pulp Fiction
- 1995 : Mike Figgis : Leaving Las Vegas
- 1996 : Joel et Ethan Coen : Fargo
- 1997 : Robert Duvall : Le Prédicateur
- 1998 : Wes Anderson : Rushmore
- 1999 : Alexander Payne : L'Arriviste
- 2000 : Ang Lee : Tigre et Dragon
- 2001 : Christopher Nolan : Memento
- 2002 : Todd Haynes : Loin du paradis
- 2003 : Sofia Coppola : Lost in Translation
- 2004 : Alexander Payne : Sideways
- 2005 : Ang Lee : Le Secret de Brokeback Mountain
- 2006 : Jonathan Dayton et Valerie Faris : Little Miss Sunshine
- 2007 : Julian Schnabel : Le Scaphandre et le Papillon
- 2008 : Tom McCarthy : The Visitor
- 2009 : Lee Daniels : Precious
- 2010 : Darren Aronofsky : Black Swan
- 2011 : Michel Hazanavicius : The Artist
- 2012 : David O. Russell : Happiness Therapy
- 2013 : Steve McQueen : Twelve Years a Slave
- 2014 : Richard Linklater : Boyhood
- 2015 : Tom McCarthy : Spotlight
- 2016 : Barry Jenkins : Moonlight
- 2017 : Jordan Peele : Get Out
- 2018 : Barry Jenkins : Si Beale Street pouvait parler
- 2019 : Joshua et Ben Safdie : Uncut Gems